# La noche de Walpurgis
La noche de Walpurgis (internacionalmente Werewolf Shadow, Blood Moon o The Werewolf Vs. Vampire Woman) es una película de terror de 1971. Dirigida por León Klimovsky y escrita por Paul Naschy y Hans Munkel se trata de la cuarta película centrada en el hombre lobo Waldemar Daninsky interpretado por Naschy.
Considerada la película más representativa de la filmografía de Paul Naschy, obtuvo una muy positiva recepción en la taquilla española acreditando la venta de más de 1 millón de entradas e iniciando el boom del fantaterror español.

## Sinopsis
Tras los sucesos de La furia del hombre lobo, dos forenses, Hartwig y Muller, proceden a efectuar la autopsia al cadáver de Waldemar Daninsky y le extraen una sorprendente bala de plata. Al sacarla, el cadáver vuelve a la vida, mata a los forenses y, con ello, muestra su maldición como licántropo.
Dos jóvenes estudiantes, Elvira y su amiga Genevieve, dedicadas a la investigación sobre la magia negra y la superstición, van en busca de la tumba de la asesina de la Edad Media (y posible vampira) la condesa Wandesa Darvula de Nadasdy. Encuentran una posible ubicación en las cercanías del castillo del conde Waldemar Daninsky quien, conocedor de las investigaciones de las jóvenes, las invita a quedarse el tiempo que deseen. Cuando ambas jóvenes, junto con Daninsky, localizan la tumba de la condesa junto a las ruinas de una abadía, Elvira la revive accidentalmente.

## Reparto
- Paul Naschy - Waldemar Daninsky
- Gaby Fuchs - Elvira
- Barbara Capell - Genevieve Bennett
- Andrés Resino - Inspector Marcel
- Yelena Samarina - Elizabeth Daninsky
- José Marco - Pierre
- Betsabé Ruiz - Chica de Pierre
- Barta Barri - Muller
- Luis Gaspar - Hombre angustiado
- María Luisa Tovar - Mujer víctima
- Julio Peña - Dr. Hartwig
- Patty Shepard - Condesa Wandesa Dárvula de Nadasdy

## Producción
Coproducción hispano-alemana, la película se rodó en parte en el antiguo Hospital de Tuberculosos de Navacerrada, hoy día desaparecido, en el valle de la Barranca. Klimovsky rodó muchas de las escenas con las vampiras a cámara lenta, para añadir sobrenaturalidad.